# Prêmio Szent-Györgyi por Progresso em Pesquisa do Câncer
O Prêmio Szent-Györgyi por Progresso em Pesquisa do Câncer/Cancro (em inglês:  Szent-Györgyi Prize for Progress in Cancer Research) é concedido desde 2006 pela National Foundation for Cancer Research (NFCR). Reconhece contribuições fundamentais em prevenção, diagnóstico e terapia de doenças cancerígenas com grande potencial de resgatar vidas humanas. É denominado em memória de Albert Szent-Györgyi, recipiente do Nobel de Fisiologia ou Medicina de 1937 e cofundador do NFCR. É dotado com 25.000 dólares (situação em 2018).

## Recipientes
- 2006: Harold Fisher Dvorak
- 2007: Webster K. Cavenee
- 2008: Carlo Maria Croce
- 2009: Ronald A. DePinho
- 2010: Peter Klaus Vogt
- 2011: Beatrice Mintz
- 2012: Zhu Chen e Wang Zhenyi
- 2013: Alex Matter
- 2014: James Patrick Allison
- 2015: Frederick Alt
- 2016: Mary-Claire King
- 2017: Michael Nip Hall
- 2018: Douglas Ronald Lowy e John Todd Schiller
- 2019: Steven Rosenberg
- 2020: Susan Band Horwitz
- 2021: Mark M. Davis e Tak Wah Mak